# 반달말과
반달말과(Closteriaceae)는 먼지말목에 속하는 윤조식물과의 하나이다. 해캄, 별해캄 등과 함께 접합조류로 알려져 있고 반달말 등을 포함하여 3속 212종으로 이루어져 있다. 한국에는 20여 종이 서식한다.

## 하위 속
- 반달말속 (Closterium) Nitzsch ex Ralfs, 1848 - 반달말(C. ehrenbergii) 포함 208종
- 에키넬라속 (Echinella) Acharius, 1810 - 유일종 E. oblonga
- 스피노클로스테리움속 (Spinoclosterium) C.Bernard, 1909 - 2종